# Léon Bloy
Léon-Marie Bloy (n. 11 iulie 1846, Périgueux, Aquitaine, Franța – d. 3 noiembrie 1917, Bourg-la-Reine, Seine, Franța) a fost un scriitor francez.
Scrierile sale se caracterizează printr-o orientare religioasă catolică.

## Opera
- 1886: Disperatul ("Le Désespéré");
- 1897: Femeia săracă ("La Femme pauvre");
- 1891: Funeraliile naturalismului ("Les funérailles du naturalisme");
- 1892: Mântuirea prin evrei ("Le Salut par les Juifs");
- 1898: Cerșetorul ingrat ("Le Mendiant ingrat");
- 1902: Exegeza locurilor comune ("Exégèse des lieux communs");
- 1904: Jurnalul meu ("Mon Journal");
- 1908: Cea care plânge ("Celle qui pleure");
- 1909: Sângele săracului ("Le Sang du Pauvre");
- 1911: Bătrânul de la munte ("Le Vieux de la montagne");
- 1912: Sufletul lui Napoleon ("L'Âme de Napoléon");
- 1914: Pelerinul absolutului ("Le Pèlerin de l'Absolu");
- 1916: În pragul apocalipsei ("Au seuil de l'Apocalypse");
- 1920: Poarta celor umili ("La Porte des humbles").